# Benito Albino Dalser
Benito Albino Dalser, né à Milan le 11 novembre 1915 et décédé à Limbiate-Mombell le 26 août 1942 également connu sous les patronymes de Mussolini (d'après la version du journaliste Marco Zeni) et de Bernardi (le nom de son père adoptif et tuteur légal) est le fils d'Ida Dalser et Benito Mussolini.

## Biographie
D'après les recherches de Marco Zeni, Benito Mussolini aurait reconnu Benito Albino à Milan le 11 janvier 1916. Cependant, aucun document officiel n'a pu être retrouvé.
Benito Albino a vécu avec sa mère dans différentes villes jusqu'en 1926, date à laquelle Ida Dalser, qui luttait pour faire valoir ses droits de légitime épouse du Duce, fut internée à l’hôpital psychiatrique de Pergine Valsugana, puis à celui de San Clemente à Venise. À la suite de l'hospitalisation forcée de sa mère, Benito Albino est placé en pensionnat.
En 1932, il est adopté par Giulio Bernardi, fonctionnaire fasciste. Il cherche cependant toute sa vie à se faire reconnaître comme le fils naturel du Duce.
Engagé dans la Marine comme télégraphiste, il voyage jusqu'en Chine. Il y retrouve Giacomo Minella, le neveu de son père adoptif, qui rapporte que Benito Albino faisait régulièrement allusion à ses liens de parenté avec Benito Mussolini.
À son retour, connaissant probablement sa fragilité psychologique, les autorités lui font croire au décès de sa mère (en réalité celle-ci meurt quelques années après). Il est alors interné à son tour à l'institut psychiatrique de Limbiate, dans la province de Milan, où il meurt en 1942. Bien que la version officielle ait désigné la tuberculose comme cause du décès, il est probable que les nombreuses piqûres d'insuline qu'il reçut (l'insuline a largement été utilisée dans le traitement de la schizophrénie) en soient responsables.

## Cinéma
Son histoire et celle de sa mère sont racontées dans le film Vincere de Marco Bellocchio (2009).